# Маршфілд (Міссурі)
Маршфілд (англ. Marshfield) — місто (англ. city) в США, в окрузі Вебстер штату Міссурі. Населення — 7458 осіб (2020).

## Географія
Маршфілд розташований за координатами 37°20′29″ пн. ш. 92°54′40″ зх. д. / 37.34139° пн. ш. 92.91111° зх. д. (37.341401, -92.911240).  За даними Бюро перепису населення США в 2010 році місто мало площу 13,04 км², з яких 13,03 км² — суходіл та 0,01 км² — водойми.

## Демографія
Згідно з переписом 2010 року, у місті мешкали 6633 особи в 2605 домогосподарствах у складі 1756 родин. Густота населення становила 509 осіб/км².  Було 2918 помешкань (224/км²).
Расовий склад населення:
| - 96,5 % — білих - 0,8 % — корінних американців - 0,4 % — чорних або афроамериканців - 0,2 % — азіатів |

До двох чи більше рас належало 1,7 %. Частка іспаномовних становила 1,7 % від усіх жителів.
За віковим діапазоном населення розподілялося таким чином: 27,6 % — особи молодші 18 років, 54,7 % — особи у віці 18—64 років, 17,7 % — особи у віці 65 років та старші. Медіана віку мешканця становила 36,4 року. На 100 осіб жіночої статі у місті припадало 89,0 чоловіків;  на 100 жінок у віці від 18 років та старших — 82,0 чоловіків також старших 18 років.
Середній дохід на одне домашнє господарство  становив 44 868 доларів США (медіана — 36 333), а середній дохід на одну сім'ю — 55 222 долари (медіана — 48 281). Медіана доходів становила 32 295 доларів для чоловіків та 29 013 долари для жінок. За межею бідності перебувало 19,2 % осіб, у тому числі 25,3 % дітей у віці до 18 років та 20,2 % осіб у віці 65 років та старших.
Цивільне працевлаштоване населення становило 2624 особи. Основні галузі зайнятості: освіта, охорона здоров'я та соціальна допомога — 22,2 %, виробництво — 16,4 %, роздрібна торгівля — 13,4 %.